# Romanowo (powiat makowski)
Romanowo – wieś sołecka w Polsce położona w województwie mazowieckim, w powiecie makowskim, w gminie Karniewo.
W latach 1975–1998 miejscowość położona była w województwie ciechanowskim.